# Salomon de Brosse
Salomon de Brosse (sinh khoảng năm 1565 hoặc 1571 tại Verneuil-en-Halatte - mất tại Paris ngày 8 tháng 12 năm 1626) là một kiến trúc sư người Pháp. Ông là một gương mặt nổi tiếng của kiến trúc Pháp thế kỷ 17, theo trường phái cổ điển và Phục hưng. Một trong những tác phẩm tiêu biểu của ông là Cung điện Luxembourg ở Paris.